# Уманський Терентій Хомич
Терентій Хомич Уманський (23 грудня 1906, Верблюжка — 17 березня 1992, Київ) — радянський воєначальник, командир 240-ї стрілецької дивізії, Герой Радянського Союзу (1943). Начальник Київського суворовського училища у 1956–1958 роках, генерал-майор.

## Біографія
Народився 23 грудня 1906 року в селі Верблюжці (тепер Новгородківського району Кіровоградської області) в селянській родині. Українець. Закінчив шість класів школи. Працював в колгоспі.
У Червоній Армії з 1928 року. У 1932 році закінчив Одеську піхотну школу, у 1941 році — курси «Постріл». Член ВКП(б) з 1937 року. Учасник радянсько-фінської війни 1939—1940 років. На фронті в Другу світову війну з серпня 1941 року. З 2 липня 1943 року і до кінця війни командував 240-ю стрілецькою дивізією.
29 вересня 1943 року у складі 38-ї Армії Центрального фронту. 240-ва стрілецька дивізія під командою полковника Уманського форсувала Дніпро в районі села Лютіж Вишгородського району Київської області, захопила і утримала плацдарм, з якого 3 листопада розпочався наступ на Київ і його звільнення.

Могила Терентія Уманського

Указом Президії Верховної Ради СРСР від 29 жовтня 1943 року за вміле командування стрілецькою дивізією, зразкове виконання бойових завдань командування на фронті боротьби з німецько-фашистськими загарбниками і проявлені при цьому мужність і героїзм полковнику Уманському Терентію Хомичу присвоєно звання Героя Радянського Союзу з врученням ордена Леніна і медалі «Золота Зірка» (№ 1860).
Постановою Ради Народних Комісарів Союзу РСР від 13 вересня 1944 року полковнику Уманському Т. Х. присвоєно військове звання «генерал-майор».
Після війни продовжував службу в армії на командних посадах. У 1948 році він закінчив Військову академію Генерального штабу. З 26 травня 1956 по 29 вересня 1958 року був начальником Київського суворовського училища. З 1958 року в запасі.
Проживав в Києві. Помер у 85-річному віці 17 березня 1992 року. Похований разом з родиною на Байковому кладовищі (ділянка № 49а, 50°25′0.06″ пн. ш. 30°30′5.45″ сх. д. / 50.4166833° пн. ш. 30.5015139° сх. д.).

## Нагороди
- Медаль Золота Зірка № 1860 Героя Радянського Союзу (29 жовтня 1943)
- Два ордени Леніна (29 жовтня 1943, 3 листопада 1953)
- Три ордени Червоного Прапора (10 березня 1943, 9 листопада 1943, 20 червня 1949)

Меморіальна дошка у Києві на фасаді будинку, де жив Терентій Уманський (Вулиця Лаврська, 4

- Орден Кутузова 2-го ступеня (28 квітня 1945)
- Орден Богдана Хмельницького 2-го ступеня (10 січня 1944)
- Орден Вітчизняної війни 1-го ступеня (6 квітня 1985)
- Орден Червоної Зірки (3 листопада 1944)
- Медаль «За відвагу»
- Хрест «За видатні заслуги» (США)
- Медалі

## Пам'ять
- В Києві на будинку № 4 по вул. Лаврській, де мешкав Т. Ф. Уманський з 1957 по 1974 роки, встановлено меморіальну дошку (у вересні 2022 року викрадена невідомими).
- В селі Лютіж у Меморіалі воїнам 180-ї та 240-ї стрілецьких дивізій встановлено бюст Героя[1].
- У місті Кропивницький провулок Толбухіна перейменували на провулок Терентія Уманського.